# Đorđe Andrijašević
Đorđe Andrijašević (en serbio: Ђорђе Андријашевић; Reino de Yugoslavia; 5 de junio de 1931 - 6 de agosto de 2025) fue un jugador y entrenador de baloncesto serbio que jugó en la posición de escolta.

## Carrera

### Club
| Periodo   | Club                |
| --------- | ------------------- |
| 1950–1955 | KK Crvena Zvezda    |
| 1955–1958 | Pallacanestro Pavia |
| 1959–1963 | JA Vichy            |

### Selección nacional
Jugó para Yugoslavia en 47 ocasiones, participó en el Campeonato Mundial de Baloncesto de 1954 y en dos ediciones del EuroBasket.

### Entrenador
| Periodo   | Club                                     |
| --------- | ---------------------------------------- |
| 1956–1958 | Pallacanestro Pavia (jugador-entrenador) |
| 1962–1970 | JA Vichy (jugador-entrenador)            |
| 1970–1971 | KK Crvena Zvezda                         |
| 1974–1976 | Caen Basket Calvados                     |
| 1977–1986 | Olympique Antibes                        |
| 1986–1987 | Caen Basket Calvados                     |

## Logros

### Jugador
- Liga Yugoslava de Baloncesto (6): 1950, 1951, 1952, 1953, 1954, 1955.

### Entrenador
- Copa de Francia (2): 1968–69, 1969–70.
- Copa Yugoslava de Baloncesto (1): 1970–71.